# ナギイチ
「ナギイチ」は、日本の女性アイドルグループ・NMB48の楽曲。作詞は秋元康、作曲はすみだしんやが担当した。2012年5月9日にNMB48の4作目のシングルとしてよしもとアール・アンド・シー (laugh out loud! records) から発売された。楽曲のセンターポジションは山本彩が務めた。

## 背景とリリース
前作と同様、通常盤Type-A、通常盤Type-B、通常盤Type-Cのほか、キャラアニ限定発売の劇場盤の4形態がリリースされ、Type-A・Type-B・Type-Cでは3曲目の収録楽曲は異なる。
「ナギイチ」を歌う選抜メンバーは、前作から3人が入れ替わった。谷川愛梨が初選抜入り。村上文香は「オーマイガー!」以来約7か月ぶり、吉田朱里は「絶滅黒髪少女」以来約10か月ぶりの選抜復帰。前作の選抜メンバーだった岸野里香、木下春奈、與儀ケイラが選抜落ちした。曲のタイトル「ナギイチ」は、「渚で一番かわいいGIRL!!」の略である。メディアのインタビューを受けた山本彩曰く「自分に自信がある女の子の気持ちを歌った曲」に仕上がっているという。姉妹グループであるAKB48の22ndシングルで、第53回日本レコード大賞において大賞・優秀作品賞を受賞した「フライングゲット」と同じく、すみだしんやと生田真心がそれぞれ作曲・編曲を担当している。
劇場盤には渡辺美優紀のソロ曲「わるきー」が収録されている。ソロ曲の歌唱は山本彩に続いて2人目。NMB48全メンバーがCDのいずれかの曲に参加していて、メンバーは少なくとも「選抜」または「アンダーガールズ」のどちらかに割り振られている。
キャッチコピーは「ナギイチ、ナツイチ、キミイチ。」。

## アートワーク
| Type-A | 『ナギイチ』の選抜メンバー全16名 |
| Type-B | 『ナギイチ』の選抜メンバー全16名 |
| Type-C | 「NMBセブン」のメンバー全7名     |
| 劇場盤 | 城恵理子、山本彩、渡辺美優紀     |

## チャート成績
発売前日（集計初日）の2012年5月8日付オリコンデイリーシングルチャートで推定売上枚数約23万1000枚を記録し、本作と同日に発売された嵐「Face Down」（約25万枚）に次ぎ初登場で2位にランクインした。デイリーチャートにおいてNMB48は過去のシングル3枚がすべて初登場1位を記録しており、本作で初めて初登場1位を逃す結果となった。また初日の推定売上枚数は前作「純情U-19」の約28万枚を下回っている。
2012年5月21日付オリコン週間シングルチャートでは嵐「Face Down」に次ぎ初登場2位にランクインした。集計初日のデイリーチャートに続き、週間チャートでもNMB48は本作で初めて初登場1位を逃すこととなったが、初動売上は約37万6000枚を記録し、この当時における前作の累積売上（約37万5000枚）を初動だけで上回った。なおオリコン週間シングルチャートにおいて2位の売り上げが30万枚を突破したのは2001年7月16日付（GLAY「STAY TUNED」が初動約30万枚で2位）以来10年10か月ぶりであり、オリコンのニュース記事は本週間チャートについて「近年稀に見るハイレベルな争いとなった」と記している。

## ミュージック・ビデオ
「ナギイチ」のミュージック・ビデオ（MV）は三木孝浩が監督を務めた。
振付は西田一生（西田プロジェクト）が担当。

## メディアでの使用
「ナギイチ」は前々作「オーマイガー!」及び前作「純情U-19」に引き続き、ラウンドワンとNMB48とのコラボレーションキャンペーン『ROUND1 × NMB48』のCMソングとして使用される。CM放映時、1番目の歌詞を一部変更し「ナギイチはっきりしようじゃないか」の所を「この際はっきりしようじゃないか」に変更された。また、関西テレビのNMB48冠バラエティ番組「どっキング48」のエンディングテーマ(2012年4月24日 - 7月10日)としても使用された。

## シングル収録トラック

### Type-A
| #         | タイトル                            | 作詞      | 作曲         | 編曲           | 時間  |
| --------- | ----------------------------------- | --------- | ------------ | -------------- | ----- |
| 1.        | 「ナギイチ」                        | 秋元康    | すみだしんや | 生田真心       | 4:07  |
| 2.        | 「理不尽ボール」(アンダーガールズ)  | 秋元康    | つじたかひろ | 野中“まさ”雄一 | 3:40  |
| 3.        | 「最後のカタルシス」(白組)          | 秋元康    | 伊藤心太郎   | 伊藤心太郎     | 4:35  |
| 4.        | 「ナギイチ off vocal ver.」         |           |              |                |       |
| 5.        | 「理不尽ボール off vocal ver.」     |           |              |                |       |
| 6.        | 「最後のカタルシス off vocal ver.」 |           |              |                |       |
| 合計時間: | 合計時間:                           | 合計時間: | 合計時間:    | 合計時間:      | 24:42 |

| #  | タイトル                                                | 作詞 | 作曲・編曲 |
| -- | ------------------------------------------------------- | ---- | ---------- |
| 1. | 「ナギイチ（ミュージックビデオ）」                      |      |            |
| 2. | 「最後のカタルシス（ミュージックビデオ）」              |      |            |
| 3. | 「ナギイチ（ミュージックビデオ ダンシングバージョン）」 |      |            |
| 4. | 「特典映像「NMB48 春の学力テスト -前編-」」             |      |            |

### Type-B
| #         | タイトル                                | 作詞      | 作曲         | 編曲           | 時間  |
| --------- | --------------------------------------- | --------- | ------------ | -------------- | ----- |
| 1.        | 「ナギイチ」                            | 秋元康    | すみだしんや | 生田真心       | 4:07  |
| 2.        | 「理不尽ボール」(アンダーガールズ)      | 秋元康    | つじたかひろ | 野中“まさ”雄一 | 3:39  |
| 3.        | 「僕がもう少し大胆なら」(紅組)          | 秋元康    | 板垣祐介     | 板垣祐介       | 3:56  |
| 4.        | 「ナギイチ off vocal ver.」             |           |              |                |       |
| 5.        | 「理不尽ボール off vocal ver.」         |           |              |                |       |
| 6.        | 「僕がもう少し大胆なら off vocal ver.」 |           |              |                |       |
| 合計時間: | 合計時間:                               | 合計時間: | 合計時間:    | 合計時間:      | 23:24 |

| #  | タイトル                                                | 作詞 | 作曲・編曲 |
| -- | ------------------------------------------------------- | ---- | ---------- |
| 1. | 「ナギイチ（ミュージックビデオ）」                      |      |            |
| 2. | 「僕がもう少し大胆なら（ミュージックビデオ）」          |      |            |
| 3. | 「ナギイチ（ミュージックビデオ ダンシングバージョン）」 |      |            |
| 4. | 「特典映像「NMB48 春の学力テスト -後編-」」             |      |            |

### Type-C
| #         | タイトル                                    | 作詞      | 作曲         | 編曲           | 時間  |
| --------- | ------------------------------------------- | --------- | ------------ | -------------- | ----- |
| 1.        | 「ナギイチ」                                | 秋元康    | すみだしんや | 生田真心       | 4:07  |
| 2.        | 「理不尽ボール」(アンダーガールズ)          | 秋元康    | つじたかひろ | 野中“まさ”雄一 | 3:40  |
| 3.        | 「初恋の行方とプレイボール」(NMBセブン)     | 秋元康    | 平隆介       | 野中“まさ”雄一 | 3:48  |
| 4.        | 「ナギイチ off vocal ver.」                 |           |              |                |       |
| 5.        | 「理不尽ボール off vocal ver.」             |           |              |                |       |
| 6.        | 「初恋の行方とプレイボール off vocal ver.」 |           |              |                |       |
| 合計時間: | 合計時間:                                   | 合計時間: | 合計時間:    | 合計時間:      | 23:08 |

| #  | タイトル                                                | 作詞 | 作曲・編曲 |
| -- | ------------------------------------------------------- | ---- | ---------- |
| 1. | 「ナギイチ（ミュージックビデオ）」                      |      |            |
| 2. | 「ナギイチ（ミュージックビデオ ダンシングバージョン）」 |      |            |
| 3. | 「特典映像「NMB48 feat.吉本新喜劇Vol.3」」              |      |            |

### 劇場盤
| #         | タイトル                                | 作詞      | 作曲         | 編曲           | 時間  |
| --------- | --------------------------------------- | --------- | ------------ | -------------- | ----- |
| 1.        | 「ナギイチ」                            | 秋元康    | すみだしんや | 生田真心       | 4:07  |
| 2.        | 「最後のカタルシス」(白組)              | 秋元康    | 伊藤心太郎   | 伊藤心太郎     | 4:35  |
| 3.        | 「僕がもう少し大胆なら」(紅組)          | 秋元康    | 板垣祐介     | 板垣祐介       | 3:56  |
| 4.        | 「わるきー」(渡辺美優紀)                | 秋元康    | 小川コータ   | 野中“まさ”雄一 | 4:03  |
| 5.        | 「ナギイチ off vocal ver.」             |           |              |                |       |
| 6.        | 「最後のカタルシス off vocal ver.」     |           |              |                |       |
| 7.        | 「僕がもう少し大胆なら off vocal ver.」 |           |              |                |       |
| 8.        | 「わるきー off vocal ver.」             |           |              |                |       |
| 合計時間: | 合計時間:                               | 合計時間: | 合計時間:    | 合計時間:      | 32:16 |

## 選抜メンバー
- 小笠原茉由
- 門脇佳奈子
- 木下百花
- 小谷里歩
- 近藤里奈
- 城恵理子
- 上西恵
- 白間美瑠
- 谷川愛梨
- 福本愛菜
- 村上文香
- 矢倉楓子
- 山田菜々
- 山本彩
- 吉田朱里
- 渡辺美優紀